# Palo de Mallorca

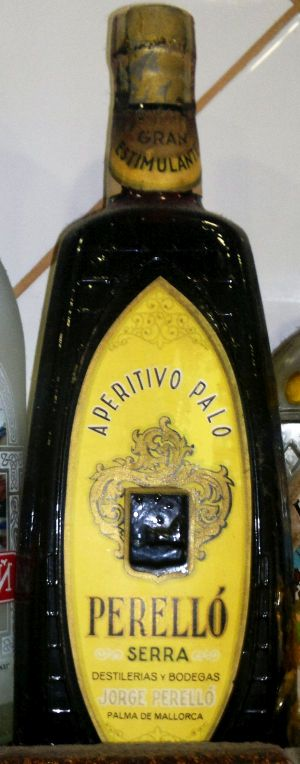
Palo de Mallorca

El palo de Mallorca es un licor con indicación de procedencia, de color oscuro, con una densidad elevada y un aroma característico, elaborado en la isla de Mallorca desde la mitad del siglo XIX. Se obtiene mediante la maceración hidroalcohólica de quina y genciana y la adición de azúcar caramelizado. Las cortezas de la quina contienen diversas sustancias, como la quinina, que le dan un sabor amargo y astringente, pero que tiene propiedades antipiréticas y antipalúdicas. La genciana es una planta perenne que se caracteriza por su intenso amargor. Es tonificante y estimulante de la secreción salival y de los jugos gástricos. También fue usada como remedio para combatir el paludismo.

## Etimología
Su nombre proviene de la corteza de la quina (conocida como palo quina), originaria de Sudamérica y que fue conocida en España a través de la condesa de Chinchón.

## Historia
La condesa, en el año 1638, enfermó en Lima, fue tratada con quina y se curó. Cuando regresó a España trajo consigo corteza de quina, la cual adquirió una gran popularidad como remedio para las «fiebres» y se extendió hacia otros lugares europeos.
En las islas Baleares había muchas zonas del litoral que eran pantanosas y que constituían un excelente medio de cultivo para los mosquitos, portadores de las denominadas «fiebres». Ello dio lugar a que aceptasen con facilidad los extractes de quina y genciana, introducidos por los comerciantes que venían a intercambiar especias y otros productos como remedio para combatir las fiebres.
Con el tiempo, y con el objetivo de mejorar el desagradable sabor de estos extractos, se les añadieron concentrados de azúcares de uva, de higos secos y de algarroba. Estos extractos azucarados se recalentaban con la finalidad de concentrarlos y, en consecuencia, el azúcar se iba caramelizando y oscureciendo y el sabor obtenido enmascaraba el amargor.
Este jarabe tenía una vida relativamente limitada ya que el producto fermentaba con facilidad, con lo cual se optó por añadirle alcohol. Nacía así el palo, que poco a poco vio limitada la cantidad de quinina y de genciana, aumentando el alcohol y el azúcar. Al final se ha relegado su valor medicinal y se ha convertido en una aperitivo apreciado y reconocido en el entorno.
El 1993, se aprobó el Reglamento de la Denominación Geográfica Palo de Mallorca, lo cual permite por una parte proteger el nombre geográfico, y por otra evitar la competencia desleal y garantizar la calidad del producto.
En la actualidad, existen 8 elaboradores registrados, cuya producción anual es de 120 754 litros.

## Características organolépticas
Es muy oscuro, cuasi negro, denso, espeso y viscoso. Cuando se remueve dentro del vaso, en las paredes queda adherida una fina capa de color caramelo que, inicialmente es lisa y uniforme, pero que en poco tiempo, al evaporarse el alcohol, forma unos gruesos regueros perfectamente definidos que se mantienen de forma permanente y que pueden llegar a formar una pasta.
Es aromático, pero no en exceso. Predominan los aromas del alcohol y del caramelo y se percibe un recuerdo indefinido a madera que algunas personas asocian al regaliz. En boca causa una sensación compleja por la simultaneidad de impresiones con un predominio inicial del dulce, que seguidamente se ve acompañado por el ardor del alcohol y que acaba redondeándose con una mezcla de amargores causada, tanto por los extractos de plantas presentes, como por la caramelización del azúcar. La persistencia que queda en boca es muy prolongada: desaparecen primero las sensaciones del alcohol, después el dulzor, quedando, al final, el predominio del recuerdo amargo.

## Elaboración
La zona de elaboración de este licor es la isla de Mallorca y la isla de Ibiza.
Según el reglamento de la denominación, el Palo de Mallorca se obtiene por maceración, básicamente de quina y genciana, en alcohol etílico de origen agrícola y agua. También se contempla la opción de obtenerlo por infusión de quina y genciana en agua, con adición posterior del alcohol; a esta infusión se le añade la sacarosa disuelta en agua y el azúcar caramelizado por calentamiento.
Las materias primas utilizadas en su elaboración son:
1. Quina: cortezas de diversos árboles del género Cinchona.
2. Genciana: raíces secas de la planta perenne Gentiana lutea L.
3. Alcohol: alcohol etílico obtenido por destilación y/o rectificación, previa fermentación alcohólica, de productos agrícolas.
4. Sacarosa, en cualesquiera de sus presentaciones para uso alimentario.

No se utilizan en ningún caso aceites esenciales ni colorantes artificiales. Los únicos colorantes que pueden utilizarse son infusiones o maceraciones de productos naturales o caramelo de azúcar.

## Características químicas
El reglamento de la Denominación Geográfica Palo de Mallorca establece las características fisicoquímicas siguientes:
- Grado alcohólico: 25-36 % volumen.
- Contenido en azúcares: 300-500 g/L.
- Densidad relativa (20 °C): 1.1200-1.1780 g/mL.
- Contenido máximo de metanol: 1 g/L.
- Contenido máximo de metales pesantes: (40 ppm, expresados en plomo)

## Sistema de Control
Los elaboradores de palo, para poder usar la mención palo de Mallorca en sus etiquetas deben estar inscritos en el Registro de la Denominación Geográfica, que gestiona la Dirección General de Agricultura de la Consejería de Agricultura y Pesca del Gobierno Balear.